# Dawud Shah I
Dawud Shah I fou un efímer sultà bahmànida del Dècan el 1378.
Va pujar al tron després d'assassinar al seu parent Ala al-Din Mudjahid Shah (21 d'abril de 1375). La germana del sultà assassinat, Ruh Parwar Agha va enviar un esclau reial de nom Bakah a matar el nou sultà com a revenja, i l'esclau va complir la seva tasca mentre Dawud pregava a l'oració del divendres a la gran mesquita del fort de Gulbarga (22 de maig de 778) un mes després de pujar al tron. Ruh Parwar va posar al tron a Muhammad Shah II, germà de Dawud Shah.